# Прошенко Артем Олександрович
Артем Олександрович Прошенко (нар. 1 червня 1990, Дніпропетровськ) — український футболіст, півзахисник клубу «Інгулець».

## Біографія

### Ранні роки
Народився у Дніпропетровську. Під час навчання у восьмому класі отримав пропозицію поїхати на перегляд в донецьку футбольну академію «Олімпіка». Після перегляду тренер Ігор Петров запропонував юному футболісту залишитися. В «Олімпіку» Прошенко відучився чотири роки.

### Клубна кар'єра
У дорослому футболі дебютував в 17 років в команді другої ліги «Хімік» з Красноперекопська. Далі за п'ять років змінив сім команд другої ліги, а також дублюючі команди «Таврії» та львівських «Карпат». Влітку 2012 року Сергій Мурадян запросив Прошенко в «Гірник-спорт». У клубі з Комсомольська футболіст провів півтора сезони. Був капітаном цієї команди. Закінчував сезон 2013/14 років у команді «Сталь» (Дніпродзержинськ). Обидві ці команди за підсумками сезону завоювали місця в першій лізі.
Влітку 2014 року Прошенко уклав річний контракт з клубом вірменської Прем'єр-ліги «Гандзасар», який тренував український фахівець Сергій Пучков. У складі цієї команди футболіст провів 10 матчів у чемпіонаті, 1 матч в Кубку. У Вірменії грав на незвичній і новій для себе позиції крайнього півзахисника і тільки останні матчі календарного року провів на звичній для себе позиції опорника. Під час зимової перерви в чемпіонаті Сергій Пучков покинув «Гандзасар». Слідом за ним з клубу пішли і українські легіонери Олексій Пінчук, Борис Орловський, Антон Монахов. У числі тих, що пішли був і Артем Прошенко. Крім цих футболістів в команді при Пучкові виступали ще два українця - Марат Даудов і Василь Палагнюк.
У січні 2015 року Прошенко проходив перегляд у криворізькому «Гірнику».
В кінці серпня 2015 перейшов в «Інгулець», в складі якого дебютував 30 серпня в домашньому матчі проти «Буковини», вийшовши на заміну замість Євгена Запорожця на 56-й хвилині зустрічі.